# جيف غولنغ
جيف غولنغ (بالإنجليزية: Jeff Goulding)‏ هو لاعب كرة قدم بريطاني، ولد في 13 مايو 1984 في منطقة ساتون في المملكة المتحدة. شارك مع منتخب إنجلترا لكرة القدم C ‏. أما مع النوادي، فقد لعب مع إيستبورن بوروه ونادي ألدرشوت تاون ونادي بورنموث ونادي تشيلمسفورد ونادي هايز.

## وصلات خارجية
- جيف غولنغ على موقع قاعدة بيانات كرة القدم.إي يو (الإنجليزية)
- جيف غولنغ على موقع Soccerbase.com (لاعب) (الإنجليزية)